# ATP Cleveland 1985
L'ATP Cleveland 1985 è stato un torneo di tennis giocato sul cemento. È stata l'8ª edizione dell'ATP Cleveland, che fa parte del Nabisco Grand Prix 1985. Si è giocato a Cleveland negli USA, dal 12 al 18 agosto 1985.

## Campioni

### Singolare
Brad Gilbert ha battuto in finale  Brad Drewett con il punteggio di 6–3, 6–2

### Doppio
Leo Palin /  Olli Rahnasto hanno battuto in finale  Hank Pfister /  Ben Testerman con il punteggio di 6–3, 6–7, 7–6